# Сан-Луис-Рио-Колорадо (муниципалитет)
Сан-Луис-Рио-Колорадо (исп. San Luis Río Colorado) — муниципалитет в Мексике, штат Сонора, с административным центром в одноимённом городе. Численность населения, по данным переписи 2020 года, составила 199 021 человек.

## Общие сведения
Название San Luis Río Colorado составное: Сан-Луис дано в честь Святого Людовика, а Рио-Колорадо — по названию реки, протекающей по муниципалитету.
Площадь муниципалитета равна 8860 км², что составляет 4,9 % от площади штата, а наиболее высоко расположенное поселение 5-Майо, находится на высоте 283  метра.
На востоке он граничит с другим муниципалитетом Соноры — Пуэрто-Пеньяско, на западе с другим штатом Мексики — Нижней Калифорнией, на севере проходит государственная граница с США, а на юге берега муниципалитета омываются водами Калифорнийского залива.

## Учреждение и состав
Муниципалитет был образован 14 июня 1939 года, в его состав входит 394 населённых пункта, самые крупные из которых:
| Код INEGI                  | Населённый пункт                                                                                             | Численность населения (2005 год) | Численность населения (2010 год) | Численность населения (2020 год) |
| -------------------------- | --- | -------------------------------- | -------------------------------- | -------------------------------- |
| 055                        | Всего | 157076                           | 178380                           | 199021                           |
| 0001                       | Сан-Луис-Рио-Колорадо (исп. San Luis Río Colorado) 32°28′47″ с. ш. 114°46′47″ з. д. (административный центр) | 138796                           | 158089                           | 176685                           |
| 0017                       | Инхеньеро-Луис-Санчес (исп. Ingeniero Luis B. Sánchez) 32°11′58″ с. ш. 114°59′46″ з. д.                      | 4716                             | 5560                             | 5970                             |
| 0011                       | Гольфо-де-Санта-Клара (исп. Golfo de Santa Clara) 31°41′24″ с. ш. 114°30′03″ з. д.                           | 3186                             | 3967                             | 4618                             |
| 0014                       | Ислита (исп. Islita) 32°22′51″ с. ш. 114°52′12″ з. д.                                                        | 1633                             | 1825                             | 2332                             |
| 0023                       | Нуэво-Мичоакан (исп. Nuevo Michoacán (Estación Riíto)) 32°09′53″ с. ш. 114°57′39″ з. д.                      | 1052                             | 1425                             | 1413                             |
| 0016                       | Лангунитас (исп. Lagunitas) 32°19′10″ с. ш. 114°53′44″ з. д.                                                 | 907                              | 1019                             | 1217                             |
| 0089                       | Индепенденсия (исп. Independencia) 32°14′57″ с. ш. 114°55′27″ з. д.                                          | 680                              | 772                              | 782                              |
| —                          | Прочие | 6106                             | 5723                             | 6004                             |
| Названия на карте Генштаба | |                                  |                                  |                                  |

## Экономическая деятельность
По статистическим данным 2000 года, работоспособное население занято по секторам экономики в следующих пропорциях:
- сельское хозяйство, скотоводство и рыбная ловля — 19,2 %;
- промышленность и строительство — 31 %;
- торговля, сферы услуг и туризма — 46,4 %;
- безработные — 3,4 %.

## Инфраструктура
По статистическим данным 2020 года, инфраструктура развита следующим образом:
- электрификация: 98,7 %;
- водоснабжение: 95,9 %;
- водоотведение: 96,9 %.